# 伊吹山 (栃木県)
伊吹山（いぶきやま）は、栃木県栃木市吹上地区にある丘陵。下野三十三観音札所巡りの第23番札所善応寺（山号は伊吹山）がある。滋賀・岐阜県境の伊吹山（近江伊吹山、江州伊吹山）と区別して下野伊吹山ともいう。

## 枕詞
古典文学でヨモギの古名またはもぐさのことを指す「さしもぐさ」「させもぐさ」の枕詞として「伊吹山」が数多く登場する。代表例に百人一首にも収められた藤原実方朝臣の「かくとだに えやは伊吹の さしもぐさ さしも知らじな 燃ゆるおもひを」の和歌がある。
平安時代の文学に登場するこれらの伊吹山の場所については議論があるが、多数説によると和歌に詠まれたこれらの伊吹山は下野国の伊吹山（栃木市）であるとされ、能因法師は『坤元儀』で、契沖は『勝地吐懐編』で下野国の伊吹山であると主張した。滋賀県と岐阜県にまたがる伊吹山がヨモギの産地となるのは江戸時代からとされる。
なお、清少納言の『枕草子』にある「まことや下野へくだるといひける人に おもひだにかからぬ山のさせも草たれか伊吹の里はつげしそ」については、「下野へくだるといひける人」となっていることから論議の余地はないとされている。
ただし、古典文学の伊吹山を栃木市の伊吹山の小丘とするには小さすぎるとして付近の鴻ノ巣山（182m）であるとする説もある。